# Careaçu
Careaçu är en kommun i Brasilien.   Den ligger i delstaten Minas Gerais, i den sydöstra delen av landet, 700 km söder om huvudstaden Brasília. Antalet invånare är 6 302.
Omgivningarna runt Careaçu är huvudsakligen savann. Runt Careaçu är det ganska glesbefolkat, med 38 invånare per kvadratkilometer.